# Chlorita aphyoda
Chlorita aphyoda är en insektsart som beskrevs av Pieter D. Theron 1988. Chlorita aphyoda ingår i släktet Chlorita och familjen dvärgstritar. Inga underarter finns listade i Catalogue of Life.